# Дьорд Драгоман
Дьорд Драгоман е съвременен унгарски писател.

## Биография
Роден е на 10 септември 1973 г. в Търгу Муреш, Румъния. През 1988 г. семейството му се премества в Унгария. Завършва английска филология и философия в университета в Будапеща.
Носител на редица литературни награди.
По романа му „Белият цар“ е заснет и игрален филм, британска продукция.
Литературните произведенията на Дьорд Драгоман са преведени на над тридесет езика.
Живее в Будапеща със съпругата си и двамата си сина.

## Книги
Преведени и издадени на български език:
- „Белият цар“ (2005) – ИК Ерго 2008
- „Клада“ (2014) – ИК Ерго 2017